# 格林定律
格林定律(法則)（Grimm's law）是首組發現的音變規律，使得歷史音位學誕生成為獨立學科。1806年，施勒格尔首先注意到拉丁語p對應日耳曼語f。1818年，拉斯穆斯·拉斯克把這規律延伸到梵語和希臘語等其他印歐語言，并包含所有輔音。1822年，雅各布·格林在《德語語法（Deutsche Grammatik）》一書中發表了這法則，延伸到包括標準德語。他注意到這規則仍然不能解釋許多單詞的輔音，這些例外困擾了語言學家數十年，但最終獲丹麥語言學家卡爾·維爾納（Karl Verner）解釋，成為維爾納定律。

## 對應規律
格林定律由三部分組成，這三部分構成了連續的推移鏈。
1. 原始印歐語的清塞音變成原始日耳曼語的清擦音。
2. 原始印歐語的濁塞音變成原始日耳曼語的清塞音。
3. 原始印歐語的濁送氣塞音變成原始日耳曼語的濁的塞音或擦音（同位異音）。

這推移鏈可以簡單表示成
- bʰ→b→p→ɸ
- dʰ→d→t→θ
- gʰ→g→k→x
- gʷʰ→gʷ→kʷ→xʷ

這裡每個音向右移一位，得到新音值。注意，原始日耳曼語⟨b⟩、⟨d⟩、⟨g⟩、⟨gw⟩所代表的發音在某些情況是塞音而在另一些情況是擦音，bʰ→b在這裡應該理解為bʰ→b／β，其餘同理。日耳曼語文獻通常將清擦音記做⟨f⟩、⟨þ⟩、⟨h⟩、⟨hw⟩。
音變的具體細節仍不清楚，可能經歷了許多中間過程。上文列出的推移鏈可能是“拉鏈”，按照1→2→3順序，每組音變導致音系出現空位，“拉”著其他音位填補空缺，進而引起後續音變；也可能是“推鏈”，按照相反順序3→2→1，每組音變“推”著下一組，以避免合併音位。
過程也可能按照這方式
1. 清塞音產生送氣同位音。
2. 濁塞音變成不送氣清塞音。
3. 所有送氣塞音變成擦音。

這過程會導致相同結果。格林定律的這一變體常用在在原始印歐語的聲門音理論中，這理論很少支持者。這理論假設PIE的“濁塞音”原本應該是清的，所以第二階段並不是濁塞音變清塞音，而是丟失了其他某種音節特征例如聲門化或擠喉。這替代方案也能解釋維爾納定律，在聲門音理論的框架下，假設格林定律按照這方式，更易解釋維爾納定律。另外，清塞音變成擦音的音變也發生在原始印歐語到原始意大利語的過程。

## 後續音變
格林定律所描述的音變發生之後，就只剩一套濁輔音，濁塞音和濁擦音之間沒有區別。它們最終在單詞首和鼻音後變成塞音（一般情況），其他地方變成擦音。它們原本是塞音還是擦音不能知曉。這些濁塞音可能原先是濁擦音，後來在某些條件下硬化成塞音。也可能原本都是塞音，後來在多數地方軟化成擦音。
大約在格林定律所描述的變化發生的同時，由維爾納定律所描述的另一種變化導致某些清擦音濁化，使格林定律產生例外。例如：
- 原始印歐語*bʰréh₂tēr（兄弟）→原始日耳曼語*brōþēr（古英語broþor，古高地德語bruothar/bruodar）
- 原始印歐語*ph₂tḗr（父親）→原始日耳曼語*fadēr（古英語fæder，古高地德語fatar）

這裡同一個音*t在第一例變成*þ /θ/，服從格林定律；但在另一例變成*d /ð/，違反格林定律。
早期日耳曼語的*gw來自原始印歐語的*gʷʰ（還有部分來自*kʷ，維爾納定律）經歷了後續變化：
- 在*n之後保持為唇化軟腭音*gw，但後來在西日耳曼語變為普通的軟腭音*g。
- 在元音之後似乎變成了*w，推測經歷了擦音*ɣʷ的過渡階段。
- 在詞首，最可能的情況是原本是唇化軟腭塞音*gʷ，但後續變化不明。在晚期原始日耳曼語中變成*w、*g、或*b。
- 緊挨著*u通常表現為*g，因為在原始印歐語中唇化元音之前的唇元素會丟失（boukólos规则）。

## 例子
格林定律之後的音變，以及其他印歐語的音變，有時可能會掩蓋格林定律的結果。最常用來說明的例子如下
| 原始印歐語    | 意義 | 非日耳曼語的同源詞 | 音變                                                       | 原始日耳曼語 | 日耳曼語的例子 |
| ------------- | ---- | --- | ---------------------------------------------------------- | ------------ | --- |
| *pṓds         | 腳   | 古希臘語：πούς，ποδός（poús，podós） 拉丁語：pēs，pedis 梵語：pāda 俄語：под（pod）"在……下面" 立陶宛語：pėda 拉脫維亞語：pēda 波斯語：پا（pa）                         | *p→f［ɸ］                                                  | *fōt-        | 英語：foot 西弗里斯語：foet 德語：Fuß 哥特語：fōtus 冰島語，法羅語：fótur 丹麥語：fod 挪威語，瑞典語：fot                                                      |
| *trit(y)ós    | 三   | 古希臘語：τρίτος（tritos） 拉丁語：tertius 威爾士語：trydydd 梵語：treta 俄語：третий（tretij） 立陶宛語：trečias 阿爾巴尼亞語：tretë                                  | *t→þ［θ］                                                  | *þridjô      | 英語：third 古弗里西語：thredda 古薩克遜語：thriddio 哥特語：þridja 冰島語：þriðji 丹麥語，瑞典語：tredje                                                      |
| *ḱwón-～*ḱun- | 狗   | 古希臘語：κύων（kýōn） 拉丁語：canis 威爾士語：ci（cwn的複數） 波斯語：سَگ（sag）                                                                                       | *k→h［x］                                                  | *hundaz      | 英語：hound 荷蘭語：hond 德語：Hund 哥特語：hunds 冰島語，法羅語：hundur 丹麥語，挪威語，瑞典語：hund                                                          |
| *kʷód         | 什麼 | 拉丁語：quod 愛爾蘭語：cad 梵語：kád 俄語：ко-（ko-） 立陶宛語：kas | *kʷ→hw［xʷ］                                               | *hwat        | 英語：what 哥特語：ƕa（hwa） 冰島語：hvað 法羅語：hvat 丹麥語：hvad 挪威語：hva                                                                                |
| *dʰewb-       | 深   | 立陶宛語：dubùs | *dʰ→d［d］                                                 | *deupaz      | 英語：deep 西弗里斯語：djip 荷蘭語：diep 冰島語：djúpur 瑞典語：djup 哥特語：diups                                                                             |
| *déḱm̥t        | 十   | 拉丁語：decem 希臘語：δέκα（déka） 愛爾蘭語：deich 梵語：daśan 俄語：десять（desyat'） 立陶宛語：dešimt                                                                | *d→t［t］                                                  | *tehun       | 英語：ten 荷蘭語：tien 哥特語：taíhun 冰島語：tíu 法羅語：tíggju 丹麥語，挪威語：ti 瑞典語：tio                                                                |
| *gel-         | 冷   | 拉丁語：gelū 希臘語：γελανδρός（gelandrós） 立陶宛語：gelmenis，gelumà                                                                                                 | *g→k［k］                                                  | *kaldaz      | 英語：cold 西弗里斯語：kâld 荷蘭語：koud 德語：kalt 冰島語，法羅語：kaldur 丹麥語：kold 挪威語：kald 瑞典語：kall                                              |
| *gʷih₃wós     | 活的 | 立陶宛語：gyvas 俄語：живой（živoj） 梵語：jīvá- | *gʷ→kw［kʷ］                                               | *kwi(k)waz   | 英語：quick 西弗里斯語：kwik，kwyk 荷蘭語：kwiek 德語：keck 哥特語：qius 冰島語，法羅語：kvikur 丹麥語：kvik 瑞典語：kvick 挪威語：kvikk                       |
| *bʰréh₂tēr    | 兄弟 | 梵語：bhrātṛ 古希臘語：φρατήρ（phrātēr） 拉丁語：frāter 俄語：брат（brat） 立陶宛語：brolis 古教會斯拉夫語：братръ（bratr'） 立陶宛語：brālis 波斯語：برادر（barádar） | *bʰ→b［b～β］                                              | *brōþēr      | 英語：brother 西弗里斯語，荷蘭語：broeder 德語：Bruder 哥特語：broþar 冰島語，法羅語：bróðir 丹麥語，挪威語，瑞典語：broder                                    |
| *médʰu        | 蜜   | 梵語：mádhu 荷馬希臘語：μέθυ（methu） 立陶宛語：midus 俄語：мёд | *dʰ→d［d～ð］                                              | *meduz       | 英語：mead 東弗里西語：meede 荷蘭語：mede 丹麥語，挪威語：mjød 冰島語：mjöður 瑞典語：mjöd                                                                     |
| *steygʰ-      | 行走 | 梵語：stighnoti 古希臘語：στείχειν（steíkhein） | *gʰ→g［ɡ～ɣ］                                              | *stīganą     | 古英語：stīgan 荷蘭語：stijgen 德語：steigen 冰島語，法羅語：stíga 丹麥語，挪威語：stige 哥特語：steigan （意義均為“攀登”）                                    |
| *ǵʰans-       | 鵝   | 拉丁語：anser＜*hanser 古希臘語：χήν（khēn） 梵語：hamsa「天鵝」 立陶宛語žąsis（older žansis） 俄語：гусь（gus'） 波斯語：غاز（ğaz）                                   | *gʰ→g［ɡ～ɣ］                                              | *gans-       | 英語：goose 西弗里斯語：goes，guos 荷蘭語：gans 德語：Gans 冰島語：gæs 法羅語：gás 丹麥語，挪威語，瑞典語：gås                                                 |
| *sengʷʰ-      | 唱   | 荷馬希臘語：ὀμφή（omphē）"聲音" | *gʷʰ→gw［ɡʷ］ （n之後）                                    | *singwaną    | 英語：sing 西弗里斯語：sjonge 荷蘭語：zingen 德語：singen 哥特語：siggwan 古冰島語：syngva，syngja 冰島語，法羅語：syngja 瑞典語：sjunga 丹麥語：synge，sjunge |
| *gʷʰermós     | 溫暖 | 梵語：gharmá- 阿維斯陀語：garəmó 古普魯士語：gorme 亞美尼亞語：ǰerm 荷馬希臘語：θερμός（thermos） 俄語：жар 斯洛文尼亞語：gorkó 波斯語：گَرم（garm）                    | *gʷʰ→gw→{b，gw} （Otherwise merged with existing g and w） | *warmaz      | 英語：warm 西弗里斯語：waarm 荷蘭語，德語：warm 丹麥語，瑞典語：varm 冰島語：varmur                                                                            |

## 輔音叢中的行為
如兩塞音組成輔音叢，前者按照格林定律改變，而後者不會。若其中一者是清音，則整叢輔音清化，且前者會去圓唇化。
大部分例子都是s+塞音（*sp，*st，*sk，*skʷ），或者擦音+t（*ft，*ss，*ht，*ht）

## 外部連結
- Übersicht zur ersten Lautverschiebung auf der Homepage von Christian Lehmann，Universität Erfurt （页面存档备份，存于） （德文）